# Svartgöl (Ukna socken, Småland, 644243-153685)
Svartgöl är en sjö i Västerviks kommun i Småland och ingår i Vindåns huvudavrinningsområde.